# Nick Jr. (Reino Unido e Irlanda)
Nick Jr. es un canal de televisión por suscripción británico propiedad y operado por Paramount Networks UK & Australia. El canal está dirigido a niños en edad preescolar.

## Historia
Nick Jr. se emitió por primera vez en el Reino Unido e Irlanda el 1 de septiembre de 1993 durante el día de 9 a. m. a 12 p. m. de lunes a viernes en Nickelodeon, aunque estas horas variaron con el tiempo, particularmente cuando Nick Jr. se transmitía en un horario de desayuno en las vacaciones de verano. Su programación era una combinación de programas de la versión estadounidense de Nick Jr. y otros programas importados. Más adelante en la existencia del bloque, los niños británicos sindicados. Los programas también serían un foco principal del canal. Su identidad también siguió la del feed estadounidense del bloque. A fines de la década de 1990, se transmitía principalmente entre las 10 a. m. y las 2:30 p. m.
El 10 de junio de 1999, se anunció que el bloque se dividiría en un canal y se estaba finalizando su nueva marca. El canal se lanzó el 1 de septiembre de 1999 como el primer canal dedicado a niños en edad preescolar del mundo. En el satélite Astra 1B de servicio satelital analógico de Sky, el nuevo canal comparte tiempo con Sky Sports 3 y transmite entre las 6 a.m. y las 10 a.m., aunque este horario a veces sería  cambiaba si los deportes se cubrían temprano en la mañana.[cita requerida]  Por cable y satélite digital, Nick Jr. se transmitía de 6 a. m. a 7 p. m. Se propuso un spin-off del canal estadounidense Noggin recientemente lanzado para compartir el tiempo con Nick Jr. pero esto nunca se materializó.
El bloque de Nick Jr. en Nickelodeon continuó hasta julio de 2000, antes de que se cerrará debido a la gran aceptación de Sky Digital. El 31 de agosto de 2000, Nick Jr dejó de transmitir por satélite analógico.
El 3 de septiembre de 2001, MTV Dance comenzó a transmitir durante las horas de inactividad de Nick Jr. después de que se separó de MTV Extra.
El canal se actualizó el 4 de febrero de 2002: Dora the Explorer, The Hoobs y la primera serie de producción local del canal, "You Do Too", se estrenaron el mismo día del cambio de marca.
El 19 de julio de 2002, el canal movió su espacio EPG en Sky para dar paso al canal entrante Nicktoons.
El 13 de agosto de 2002, MTV Dance adquirió su propio canal independiente. Para diciembre, Nick Jr. había ganado otra hora al final del día de transmisión y ahora opera de 6 a. m. a 8 p. m.
El 31 de mayo de 2004, Nick Jr. amplió su horario de ejecución para que finalizara a las 22:00, con el fin de lanzar Noggin, un bloque que mostraba programas clásicos de la televisión infantil británica desde las 20:00 hasta las 22:00, provocando el éxodo de estos espectáculos de la programación diurna principal dejando más espacio para nuevos espectáculos.
El 5 de septiembre de 2005, el bloque Noggin se cambió a Nick Jr. Classics como parte de una actualización en todo el canal (ver Identidad). The Backyardigans tuvieron su estreno lineal en el Reino Unido el mismo día del cambio de marca.
En 2006 se lanzó una versión de Nick Jr. para Irlanda.[cita requerida]  Esta versión, al igual que la versión irlandesa de Nickelodeon, comparte el mismo horario que la versión británica del canal pero tiene anuncios irlandeses. [cita requerida]
El 30 de enero de 2006, un derivado de American Noggin, como un bloque que muestra los programas de Nick Jr. en el canal hermano gratuito TMF de 7 am a 9 am. Fue promocionado en Nick Jr.
El 24 de abril de 2006, se lanzó Nick Jr. 2, inicialmente como un timeshift de 1 hora del canal principal, pero unos meses después, este formato se abandonó y se convirtió en un canal alternativo con un horario completamente nuevo, pero con Nick Jr. Classics a la misma hora.
El 25 de septiembre de 2006, TMF cambió el nombre de su bloque Noggin a Nick Jr en TMF.
Tras la eliminación de Nick Jr. Classics del canal principal de Nick Jr. el 4 de enero de 2009, la programación normal se extendió de 6 a. m. a 10 p. m.  El bloque continuaría en Nick Jr. 2 hasta julio de 2010, después de lo cual los programas infantiles británicos clásicos dejaron de ser parte de la biblioteca de la red por completo.
A principios de 2009, TMF revirtió su bloqueo de Nick Jr. a Noggin y transmitió hasta marzo de 2010 antes de que se cerrara permanentemente, momento en el que TMF había sido reemplazado por VIVA.
El 2 de agosto de 2010, Nick Jr. comenzó a transmitir las 24 horas del día, los 7 días de la semana, y se volvieron a agregar muchos programas antiguos de la década de 2000 para llenar el horario.
En julio de 2011, Nick Jr. 2 cambió brevemente su inicio de sesión a las 5 a. m., pero esto se revirtió a las 6 a. m. un mes después.
Un timeshift de 1 hora llamado Nick Jr. +1 se lanzó el 2 de octubre de 2012 en reemplazo de Nicktoons Replay.
Para julio de 2013, Nick Jr. 2 había comenzado a transmitir 21 horas de 3 a. m. a 12 p. m., con la televenta fuera del aire.
El 3 de noviembre de 2014, Nick Jr. 2 pasó a llamarse Nick Jr. Too y comenzó a transmitirse las 24 horas del día, los 7 días de la semana.
El 5 de julio de 2016, Nick Jr. HD se lanzó en Sky, reemplazando al canal MTV Live HD.
El 31 de octubre de 2022, Sky vendió su participación a Nickelodeon UK, incluido Nick Jr., a Paramount.

## Otros servicios relacionados

### Nick Jr. Too/Nick Jr. 2
Otro canal, Nick Jr. 2, se lanzó el 24 de abril de 2006. Cuando se lanzó, las identificaciones y la marca eran las mismas que las del canal principal. Las diferencias eran que los logotipos en los endboards de promoción y las promociones, en general, tenían un 2 incluido junto a ellos. Esto también se usó en los próximos parachoques e identificaciones generales. Inicialmente, se suponía que Nick Jr. 2 funcionaría como un canal +1, pero luego volvió a emitir programas antiguos que el canal principal no transmitía como I Spy o Sali Mali.
Más tarde, mostró sus propios programas exclusivos, y se publicitó como tal. Ejemplos de esto son It's A Big Big World, la segunda temporada de Wow! ¡Wow! Wubbzy! y el bloque Nick Jr. Classics después de que dejó el canal principal. Cuando cambió su nombre a Nick Jr. Too el 3 de noviembre de 2014, también comenzó a transmitir las 24 horas del día.
Desde octubre de 2013, el canal ha emitido ocasionalmente maratones de larga duración (generalmente un mes) de la serie preescolar británica Peppa Pig, la cual se rebautiza como Nick Jr. Peppa. Desde entonces, el canal ha transmitido maratones de la serie preescolar canadiense PAW Patrol de manera similar y también cambió su nombre a Nick Jr. PAW Patrol.

### Noggin/Nick Jr. Classics
A mediados y finales de la década de 2000, Nick Jr. y Nick Jr. 2 presentaron un bloque de programación nocturna dedicado a los programas infantiles británicos clásicos de las décadas de 1970 y 1980 bajo el título Nick Jr. Classics. El bloque lanzado bajo el nombre Noggin el 31 de mayo de 2004, corriendo todas las noches desde las 8 p. m.  - 22:00 Fue rebautizado como Nick Jr. Classics el 5 de septiembre de 2005.
El bloque se suspendió en Nick Jr. el 4 de enero de 2009 y en Nick Jr. 2 a mediados de 2010.

### Noggin/Nick Jr. on TMF/Viva
Noggin comenzó a transmitirse el 30 de enero de 2006, la primera transmisión internacional de Noggin (excluyendo el antiguo bloque vintage de Nick Jr. que solo tenía el nombre en común). Era una televisión para niños que se transmitía en TMF de 07:00 a 09:00 todos los días. Mostraba una selección de programas de Nick Jr. y, a menudo, promocionaba los canales principales a los espectadores con solo Freeview y, por lo tanto, no estaban suscritos a Nick Jr.
Nick Jr. en TMF había reemplazado el capítulo Noggin el 25 de septiembre de 2006, pero su programación seguía siendo idéntica. No se sabe por qué ocurrió el cambio de marca, pero puede haber sido para consolidar la marca después del lanzamiento de Nick Jr. 2. Usaba la misma identificación y paquete de presentación que su canal hermano principal, Nick Jr. Los segmentos de Moose y Zee también fueron eliminados. Los programas mostrados incluyeron Maggie y la bestia feroz, Dora la exploradora, Los Backyardigans, Thomas & Friends, Blue's Clues, LazyTown, Go Diego Go!, Little Bill, entre otros. Los canales continuaron promocionándose entre sí, incluso mostrando los próximos parachoques para los tres a la vez.
Se revirtió a Noggin a principios de 2009. El conjunto final de programas que se mostraron fueron Go Diego Go!, Dora the Explorer, Little Bear, Bruno y Maggie y la bestia feroz. En su último año, Noggin recibió casi ninguna promoción cruzada de Nick Jr., ni siquiera en su sitio web.
Noggin fue el primer canal de televisión infantil comercial lanzado el 30 de enero de 2006 en TMF para transmitirse en la plataforma TDT del Reino Unido, Freeview, seguido de CITV, luego, por último, Playhouse Disney Disney Channel en ABC1.
Después del cierre de TMF, el bloqueo continuó en Viva hasta marzo de 2010, cuando el cambio de marca de Nick Jr. provocó el cierre de Noggin. Sin embargo, Nick Jr. adoptó la marca de Noggin (excepto el nombre "Noggin") y los segmentos de Moose y Zee y los usó hasta enero de 2013.